# Otto Rudolf Salvisberg

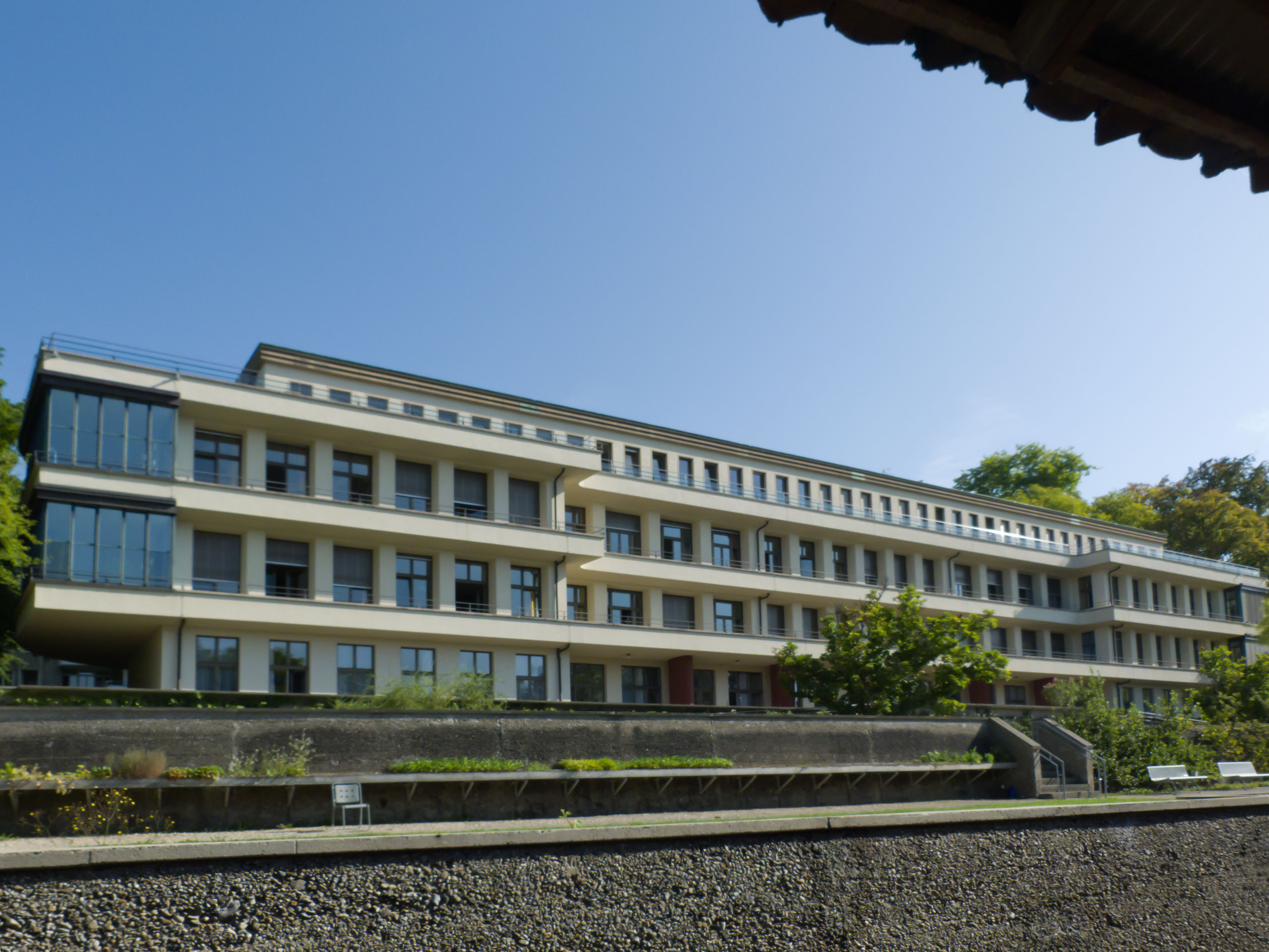
Loryspital

Otto Rudolf Salvisberg, född 19 oktober 1882 i Köniz, död 23 december 1940 i Arosa, var en schweizisk arkitekt som även var verksam i Tyskland. Bland Salvisbergs mest kända byggnader hör bostadshus i Weisse Stadt och Onkel Toms Hütte i Berlin. I Schweiz skapade Salvisberg ett flertal institutionsbyggnader och fabriksbyggnader, däribland Loryspital.